# Daniel Janssen (industrieel)
Daniel Emmanuel Adrien René Marie Ghislain baron Janssen (Brussel, 15 april 1936) is een Belgisch industrieel.

## Levensloop

### Familie
Daniel Janssen is lid van de familie Janssen en een zoon van Charles-Emmanuel baron Janssen, volksvertegenwoordiger, vicevoorzitter van de Generale Bank en voorzitter van UCB, en jonkvrouw Maya Boël, dochter van senator en industrieel Pol-Clovis baron Boël. Hij trouwde in 1970 met jonkvrouw Thérèse Bracht (1948), dochter van baron Charles-Victor Bracht, de ontvoerde en daarna vermoorde Antwerpse industrieel, uit welk huwelijk drie zonen werden geboren; zijn oudste zoon Nicolas is getrouwd met gravin Hélène d'Udekem d'Acoz, zus van koningin Mathilde.
Hij is een broer van Paul-Emmanuel Janssen en Eric Janssen, een oom van Nicolas Janssen en een neef van Evelyn Janssen, Pol-Gustave Boël, Yves Boël, Mickey Boël en Jacques Boël.

### Carrière
Janssen studeerde aan de École Hamaïde en het Athenée Robert Catteau in Brussel. Hij studeerde burgerlijk ingenieur en kernfysica aan de Université libre de Bruxelles. Daarna was hij van 1959 tot 1960 kabinetsmedewerker van Europees commissaris Paul De Groote, waarna hij in 1962 zijn MBA haalde aan de Harvard Business School in de Verenigde Staten. Van 1965 tot 1972 doceerde hij aan de ULB.
In 1962 trad hij in dienst van Union Chimique Belge (UCB), eerst als ingenieur en vervolgens als directeur R&D. Hij werd er in 1975 CEO, een functie die hij tot 1984 uitoefende. Van 1984 tot 2006 was hij vicevoorzitter van de raad van bestuur van UCB. Hij was tevens voorzitter van de UCB-moederholdings Financière d'Obourg en Financière de Tubize.
Van 1986 tot 1998 was Janssen voorzitter van het directiecomité van chemiemultinational Solvay. In juni 1998 volgde hij zijn neef Yves Boël als voorzitter van de raad van bestuur op. Aloïs Michielsen volgde hem als CEO van Solvay op. In mei 2006 volgde Michielsen hem ook als voorzitter van de raad van bestuur op. Ook was hij gedelegeerd bestuurder van Solvac, de familiale controleholding van Solvay.
Voorts was hij van 1976 tot 1979 voorzitter van de Federatie Chemische Nijverheid van België (FCN) en van 1981 tot 1984 voorzitter van het Verbond van Belgische Ondernemingen (VBO). Hij volgde in deze hoedanigheid Frans Van den Bergh op; zelf werd hij opgevolgd door André Leysen. Van 1991 tot 1992 was hij voorzitter van Conseil européen de l'industrie chimique (CEFIC).
Hij was tevens:
- bestuurder van de Generale Bank (later Fortis)
- bestuurder van Sofina
- lid van de Trilaterale Commissie
- trustee van de denktank Friends of Europe
- lid van het directiecomité van de European Round Table of Industrialists
- lid van het directiecomité van de Bilderbergconferentie
- lid van de Club van Rome (1968-1986)
- voorzitter en lid van de adviesraad van de Solvay Business School
- lid van de adviesraad van INSEAD
- voorzitter van de Hoover Foundation for ULB/VUB
- bestuurder van de Francqui-Stichting
- bestuurder van de Universitaire Stichting
- bestuurder van de Belgian American Educational Foundation
- bestuurder van het Prins Albertfonds
- medeoprichter en vicevoorzitter van de vzw Kunstwijk

## Eerbetoon
Janssen is grootofficier in de Leopoldsorde en commandeur in de Kroonorde en in de Orde van Leopold II. Jonkheer van geboorte verkreeg hij in 1985 de persoonlijke titel van baron en in 2005 uitbreiding van deze titel op al zijn nakomelingen.
In januari 1992 riep het tijdschrift Trends-Tendances hem uit tot Franstalig Manager van het Jaar 1991.
Janssen is geassocieerd lid van de Académie royale des sciences, des lettres et des beaux-arts de Belgique.